# Aeshna rileyi
Aeshna rileyi (tên tiếng Anh là Riley's Hawker) là một loài chuồn chuồn ngô thuộc họ Aeshnidae. Nó được tìm thấy ở Angola, Kenya, Malawi, Mozambique, Sudan, Tanzania, Uganda, Zambia, Zimbabwe, và có thể cả Burundi. Môi trường sống tự nhiên của chúng là rừng khô nhiệt đới hoặc cận nhiệt đới, vùng núi ẩm nhiệt đới hoặc cận nhiệt đới, vùng cây bụi nhiệt đới hoặc cận nhiệt đới vùng đất cao, và sông ngòi.